# 2010-es cannes-i fesztivál
A 63. cannes-i fesztivált 2010. május 12. és 23. között rendezték meg, Tim Burton amerikai rendező-forgatókönyvíró-producer elnökletével. A megnyitó és záróesemények ceremóniamestere Kristin Scott Thomas színésznő volt. A hivatalos versenyprogramban 18 nagyjátékfilm és 9 rövidfilm szerepelt; az Un certain regard szekcióban 19, a Cinéfondation keretében 13, míg versenyen kívül 7 alkotást, valamint különféle szekciókba szervezve további 34 filmet vetítettek. A párhuzamos rendezvények Kritikusok Hete szekciójában 7 nagyjátékfilmet, valamint 7 rövid- és közepes hosszúságú filmet mutattak be, a Rendezők Kéthete elnevezésű szekció keretében pedig 22 nagyjátékfilm (külön vetítésen további kettő), valamint 9 alternatív és fikciós kisfilm vetítésére került sor.

## A 2010-es fesztivál

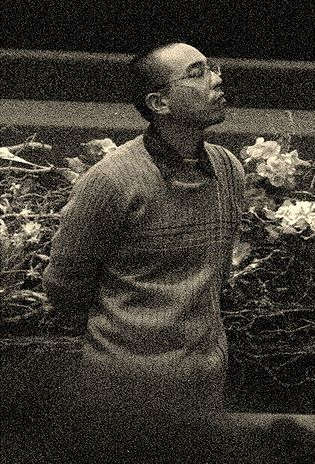
Az arany pálmás
Apichatpong Weerasethakul

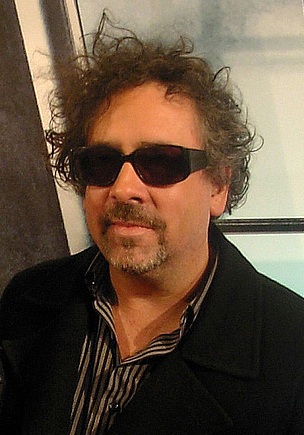
Tim Burton, a zsűri elnöke

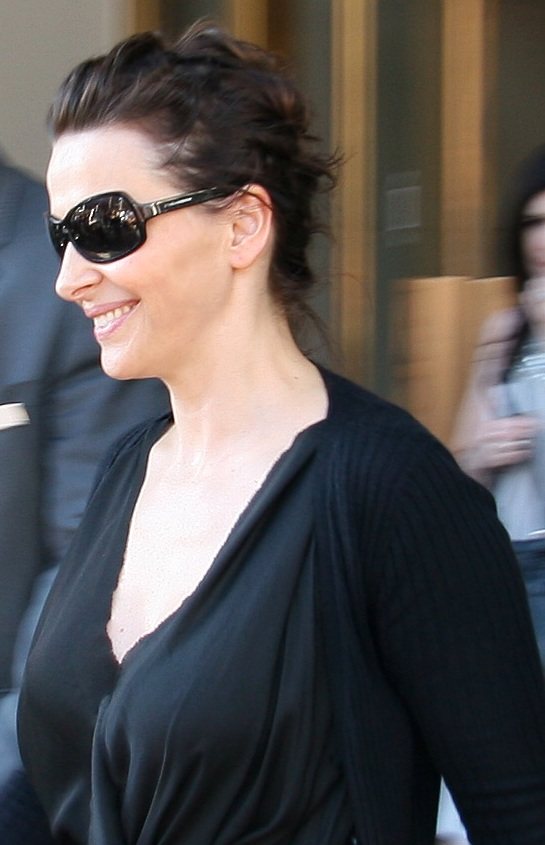
Juliette Binoche, a legjobb színésznő

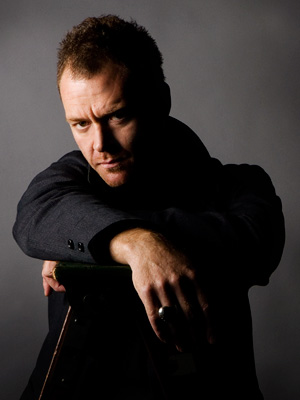
Marton Csokas

Ami a hivatalos versenyprogram zsűrijét illeti: eredetileg az iráni újhullámos rendezőt, Dzsafar Panahit is felkérték zsűritagnak. Mivel az iráni hatóságok időközben a művészt „rendszerellenes film készítésének” vádjával letartóztatták, a fesztivál igazgatósága szolidaritását kifejezve és támogatásáról biztosítva őt, végül is Giovanna Mezzogiorno olasz színésznővel egészítette ki a zsűrit, a megnyitón pedig Panahi helyét egy üres székkel jelezték.
A rendezvényt Ridley Scott Robin Hood című, versenyen kívül bemutatandó kalandfilmjével nyitották meg, Russell Crowe és Cate Blanchett főszereplésével, míg a záróvetítésen a francia Julie Bertucelli A fa című filmdrámáját láthatták a gála résztvevői, Charlotte Gainsbourg és a magyar gyökerekkel rendelkező, új-zélandi Marton Csokas főszereplésével.
A hivatalos válogatás nagyjátékfilmjeinek rendezői között több, a cannes-i fesztiválon jól ismert név tűnt fel: versenybe lépett Mike Leigh, Kitano Takesi, Doug Liman, Bertrand Tavernier és Nyikita Szergejevics Mihalkov, versenyen kívül mutatkozott be Ridley Scott, Stephen Frears, Oliver Stone és Woody Allen. Nagy várakozás előzte meg a Tőzsdecápák folytatását, az újabb Robin Hood-feldolgozást, valamint a francia Olivier Assayas Carlosról, a hírhedt terroristáról készített életrajzi filmjét. Az Un certain regard szekció érdekessége, hogy négy elsőfilmes rendező mellett olyan „nagy öregek” is képviseltették magukat, mint Jean-Luc Godard vagy a 101 évesen is aktív, portugál Manoel De Oliveira.
Az Arany Pálmát a thaiföldi Apichatpong Weerasethakul vehette át, Boonmee bácsi, aki képes visszaemlékezni korábbi életeire című filmjéért. A fesztivál nagydíját a francia Xavier Beauvois Emberek és istenek című alkotása kapta. A film, amelyet az algériai Tibhirine-ben élt trappista szerzetesek 1996-os tragédiája ihletett, egyben elnyerte az ökumenikus zsűri díját is. A legjobb rendezés díját a francia Mathieu Amalric színész-rendező kapta, Turné című, a varieté világát bemutató filmjéért. A legjobb színésznő Juliette Binoche (Hiteles másolat) lett, míg a legjobb színész díjon Javier Bardem (Biutiful) és Elio Germano (Életünk) osztozott. A legjobb forgatókönyv díját Poézis – Mégis szép az élet című alkotásáért a dél-koreai I Cshangdong (Lee Chang-dong) vette át.
 A magyar filmművészetet 2010-ben több alkotás is képviselte Cannes-ban: az Arany Pálmáért versenyzett Mundruczó Kornél Szelíd teremtés – A Frankenstein-terv című alkotása; az Un certain regard versenyszekcióban mutatták be nagy sikerrel Kocsis Ágnes Pál Adrienn című nagyjátékfilmjét, mely elnyerte a Filmkritikusok Nemzetközi Szövetsége díját, továbbá a Cinéfondation keretében vetítették Szimler Bálint, a Színház- és Filmművészeti Egyetem hallgatójának magyar filmszemle-fődíjas Itt vagyok című, fekete-fehér vizsgafilmjét. Ugyanebben a szekcióban egy határon túli fiatal magyar alkotó is bemutatkozott: a pozsonyi Prikler Mátyás, Köszönöm, jól című kisfilmjével.
Meghívást kapott Cannes-ba Ujj Mészáros Károly is, akit első nagyjátékfilmje, a Liza, a rókatündér elkészítésében – nemzetközi kapcsolatok kiépítése, szponzorkeresés stb. – a Cinéfondation Műhelye segítette.
A cannes-i World Cinema Foundation segítségével, a bolognai filmarchívumban (Cineteca di Bologna) legutóbb felújított és a fesztivál idején bemutatásra került három alkotás között látható volt Tóth Endre 1941-ben forgatott vígjátéka, a Két lány az utcán.
Magyar vonatkozásként megemlítendő még, hogy Woody Allen versenyen kívül vetített Férfit látok álmaidban című filmjének operatőre a magyar származású Zsigmond Vilmos volt.
2010-ben a fesztivál megújult honlapján az addigi angol és francia mellett további hat nyelven lehetett informálódni: spanyolul, portugálul, kínaiul, japánul, arabul és oroszul.

## Zsűri

### Versenyprogram
- Tim Burton, filmrendező –  Amerikai Egyesült Államok – a zsűri elnöke
- Alberto Barbera, A torinói Nemzeti Filmmúzeum igazgatója –  Olaszország
- Kate Beckinsale, színésznő –  Egyesült Királyság
- Emmanuel Carrère, Forgatókönyvíró-rendező –  Franciaország
- Benicio del Toro, színész –  Puerto Rico
- Alexandre Desplat, zeneszerző –  Franciaország
- Víctor Erice, filmrendező –  Spanyolország
- Shekhar Kapur, színész-rendező-producer –  India
- Giovanna Mezzogiorno, színésznő –  Olaszország

### Cinéfondation és rövidfilmek
- Atom Egoyan, filmrendező –  Kanada – a zsűri elnöke
- Emmanuelle Devos, színésznő –  Franciaország
- Dinara Drukarova, színésznő –  Oroszország
- Carlos Diegues, filmrendező –  Brazília
- Marc Recha, filmrendező –  Spanyolország

### Un Certain Regard
- Claire Denis, filmrendező –  Franciaország – a zsűri elnöke
- Patrick Ferla, a svájci rádió és televízió újságírója –  Svájc
- Kim Dongho, A Puszani (Busani) Nemzetközi Filmfesztivál igazgatója –  Dél-Korea
- Helena Lindblad, a Dagens Nyheter filmkritikusa –  Svédország
- Serge Toubiana, a Francia Filmtár (Cinémathèque Française) főigazgatója –  Franciaország

### Arany Kamera
- Gael García Bernal, színész –  Mexikó – a zsűri elnöke
- Stéphane Brizé, filmrendező –  Franciaország
- Gérard de Battista, operatőr –  Franciaország
- Didier Diaz, filmproducer –  Franciaország
- Charlotte Lipinska, filmkritikus –  Franciaország

## Hivatalos válogatás

### Nagyjátékfilmek versenye
- Another Year (Még egy év)[4] – rendező: Mike Leigh
- Autoreidzsi (Emésztő harag) – rendező: Kitano Takesi
- Biutiful – rendező: Alejandro González Iñárritu
- Copie conforme (Hiteles másolat) – rendező: Abbas Kiarostami
- Des hommes et des dieux (Emberek és istenek) – rendező: Xavier Beauvois
- Fair Game (Államtrükkök) – rendező: Doug Liman
- Hors la loi (Törvényen kívül) – rendező: Rachid Bouchareb
- La nostra vita (Életünk) – rendező: Daniele Luchetti
- La princesse de Montpensier (Montpensier hercegnője) – rendező: Bertrand Tavernier
- Loong Boonmee Raleuk Chaat (Boonmee bácsi, aki képes visszaemlékezni korábbi életeire) – rendező: Apichatpong Weerasethakul
- Poetry[2] (Poézis – Mégis szép az élet) – rendező: I Cshangdong (Lee Chang-dong)
- Csicsao csungcsing (Rizhao chongqing) – rendező: Vang Hsziao-suaj (Wang Xiaoshuai)
- Szcsasztye moe – rendező: Szergej Loznica
- Szelíd teremtés – A Frankenstein-terv – rendező: Mundruczó Kornél
- The Housemaid – rendező: Im Szangszu (Im Sang-soo)
- Tournée (Turné) – rendező: Mathieu Amalric
- Un homme qui crie (Egy néma kiáltás) – rendező: Mahamat-Saleh Haroun
- Utomlennije szolncem 2 (Csalóka napfény 2) – rendező: Nyikita Szergejevics Mihalkov

### Nagyjátékfilmek versenyen kívül
- Autobiografia lui Nicolae Ceausescu (Nicolae Ceausescu önéletrajza)[4] – rendező: Andrei Ujică
- Carlos – rendező: Olivier Assayas
- Kaboom – rendező: Gregg Araki
- L'autre monde – rendező: Gilles Marchand
- Robin Hood – rendező: Ridley Scott
- Tamara Drewe – rendező: Stephen Frears
- The Tree (A fa) – rendező: Julie Bertucelli
- Wall Street: Money Never Sleeps (Tőzsdecápák – A pénz nem alszik) – rendező: Oliver Stone
- You Will Meet a Tall Dark Stranger (Férfit látok álmaidban) – rendező: Woody Allen

#### Különleges előadások
- 5XFavela[5] – rendező: Carlos Diegues
- Abel – rendező: Diego Luna
- Chantrapas – rendező: Otar Davidovics Ioszeliani
- Countdown to Zero (Visszaszámlálás) – rendező: Lucy Walker
- Draquila – L'Italia che trema – rendező: Sabina Guzzanti
- Gilles Jacob, l'arpenteur de la Croisette – rendező: Serge Le Peron
- Inside Job – rendező: Charles Ferguson
- La meute – rendező: Franck Richard
- Nostalgia de Luz – rendező: Patricio Guzman
- Over Your Cities Grass Will Grow – rendező: Sophie Fiennes

#### Cannes-i Klasszikusok
- Au petit bonheur (Az élet apró örömei) – rendező: Marcel L’Herbier
- Boudu sauvé des eaux (A vízből kimentett Boudu) – rendező: Jean Renoir
- Die Blechtrommel (A bádogdob) – rendező: Volker Schlöndorff
- Il gattopardo (A párduc) – rendező: Luchino Visconti
- Khandhar – rendező: Mrinal Sen
- Kiss of the Spider Woman (A pókasszony csókja) – rendező: Hector Babenco
- La 317ème section – rendező: Pierre Schoendoerffer
- La bataille du rail (Harc a sínekért) – rendező: René Clément
- La campagne de Cicéron – rendező: Jacques Davila
- Le grand amour – rendező: Pierre Étaix
- Psycho (Psycho) – rendező: Alfred Hitchcock
- The African Queen (Afrika királynője) – rendező: John Huston
- Tristana (Tristana) – rendező: Luis Buñuel

##### A World Cinema Foundation segítségévek felújított filmek
- Két lány az utcán – rendező: Tóth Endre
- Meszty – rendező: Ermek Sinarbajev
- Titash Ekti Nadir Naam – rendező: Ritwik Ghatak

##### A filmművészettel kapcsolatos rövid- és dokumentumfilmek
- Cameraman: The Life and Work of Jack Cardiff – rendező: Craig McCall
- Hollywood Don't Surf! – rendező: Sam George és Greg MacGillivray
- Il ruscello di Ripasottile – rendező: Roberto Rossellini
- Men filmen är min älskarinna – rendező: Stig Björkman
- The Eloquent Peasant – rendező: Chadi Abdel Salam
- Toscan – rendező: Isabelle Partiot

### Un Certain Regard
- Pál Adrienn – rendező: Kocsis Ágnes
- Aurora (Aurora)[4] – rendező: Cristi Puiu
- Blue Valentine (Blue Valentine) – rendező: Derek Cianfrance
- Carancho – rendező: Pablo Trapero
- Chatroom – rendező: Nakata Hideo
- Film socialisme[6] – rendező: Jean-Luc Godard
- Hahaha – rendező: Hong Szangszu (Hong Sang-soo)
- Les amours imaginaires (Képzelt szerelmek) – rendező: Xavier Dolan
- Life Above All – rendező: Oliver Schmitz
- Los labios – rendező: Ivan Fund és Santiago Loza
- Marti, dupa craciun (Ünnepek után) – rendező: Radu Muntean
- O Estranho Caso de Angélica – rendező: Manoel De Oliveira
- Octubre – rendező: Daniel Vega és Diego Vega
- R U There (Ott vagy?) – rendező: David Verbeek
- Rebecca H. (Return to the Dogs) – rendező: Lodge Kerrigan
- Sanghaj csuan csi (Shanghai zhuan qi) – rendező: Csia Csang-ko (Jia Zhang Ke)
- Simon Werner a disparu... (Simon Werner eltűnése) – rendező: Fabrice Gobert
- Udaan – rendező: Vikramaditya Motwane
- Unter dir die Stadt – rendező: Christoph Hochhäusler

### Rövidfilmek versenye
- Blokes – rendező: Marialy Rivas
- Chienne d'histoire – rendező: Serge Avédikian
- Estação – rendező: Márcia Faria
- First Aid – rendező: Yarden Carmin
- Maya – rendező: Pedro Pío Martín-Perez
- Micky Bader – rendező: Frida Kempf
- Musclés  – rendező: Edward Housden
- Rosa – rendező: Monica Lairana
- To Swallow a Toad – rendező: Jurgis Krasons

### Cinéfondation
- Cooked – rendező: Jens Blank (National Film and Television School,  Egyesült Királyság)
- Coucou-les-Nuage – rendező: Vincent Cardona (La Fémis,  Franciaország)
- Ďakujem, dobre (Köszönöm, jól) – rendező: Prikler Mátyás (Filmová a televízna fakulta – Vysokej školy múzických umení v Bratislave,  Szlovákia)
- El juego – rendező: Benjamin Naishtat (Le Fresnoy,  Franciaország)
- Frozen Land – rendező: Kim Thejong (Kim Tae-yong) (Szedzsong Egyetem,  Dél-Korea)
- Hinkerort Zorasune – rendező: Vatche Boulghourjian (New York University,  Amerikai Egyesült Államok)
- Ijsland  – rendező: Gilles Coulier (Université Sint-Lukas,  Belgium)
- Itt vagyok – rendező: Szimler Bálint (Színház- és Filmművészeti Egyetem,  Magyarország)
- Ja već jesamsve ono što želim da iman – rendező: Dane Komljen (Fakultet Dramskih Umetnosti,  Szerbia)
- Los minutos, las horas – rendező: Janaína Marques Ribeiro (Escuela Internacional de Cine y TV,  Kuba)
- Miramare – rendező: Michaela Müller (Akademija likovnih umjetnosti u Zagrebu,  Horvátország)
- Shelley – rendező: Andrew Wesman (Harvard University,  Amerikai Egyesült Államok)
- Taulukauppiaat – rendező: Juho Kuosmanen (Aalto-yliopisto,  Finnország)

## Párhuzamos rendezvények

### Kritikusok Hete

#### Nagyjátékfilmek
- Armadillo (Armadillo) – rendező: Janus Metz
- Bedevilled (Bedevilled) – rendező: Cheol So Jang
- Belle épine (Rózsatövis) – rendező: Rebecca Zlotowski
- Bi, dung so! (Ne félj, Bi!) – rendező: Dang Di Phan
- The Myth of the American Sleepover – rendező: David Robert Mitchell
- Sandcastle (Homokvár) – rendező: Boo Junfeng
- Sound of Noise (Zajháborítók) – rendező: Ola Simonsson és Johannes Stjärne Nilsson

#### Rövidfilmek
- A distração de Ivan – rendező: Cavi Borges és Gustavo Melo
- Berik – rendező: Daniel Joseph Borgman
- The Boy Who Wanted to Be a Lion – rendező: Alois Di Leo
- Deeper Than Yesterday – rendező: Ariel Kleiman
- Love Patate – rendező: Gilles Cuvelier
- Native Son – rendező: Scott Graham
- Vasco – rendező: Sébastien Laudenbach

### Rendezők Kéthete

#### Nagyjátékfilmek
- A alegria – rendező: Marina Méliande és Felipe Bragança
- All Good Children – rendező: Alicia Duffy
- Alting bliver godt igen (Minden rendben lesz)[4] – rendező: Christoffer Boe
- Año bisiesto – rendező: Michael Rowe
- Benda Bilili! (Benda Bilili!) – rendező: Renaud Barret és Florent de la Tullaye
- Cleveland vs. Wall Street (Cleveland kontra Wall Street) – rendező: Jean-Stéphane Bron
- Des filles en noir (Lányok feketében) – rendező: Jean-Paul Civeyrac
- En waar de sterre bleef stille staan – rendező: Gust Vandenberghe
- Ha’Meshotet – rendező: Avishai Sivan
- Illégal (Illegális) – rendező: Olivier Masset-Depasse
- La casa muda – rendező: Gustavo Hernandez
- La mirada invisible – rendező: Diego Lerman
- Le quattro volte (Az élet négyszer) – rendező: Michelangelo Frammartino
- Picco – rendező: Philip Koch
- Pieds nus sur les limaces (Mezítláb) – rendező: Fabienne Berthaud
- Shit Year – rendező: Cam Archer
- Somos lo que hay (Vagyunk, akik vagyunk) – rendező: Jorge Michel Grau
- Svet-Ake[7] – rendező: Aktan Abdikalikov[8]
- The Tiger Factory – rendező: Woo Ming jin
- Todos vós sodes capitáns – rendező: Oliver Laxe
- Two Gates Of Sleep – rendező: Alistair Banks Griffin
- Un poison violent (Gyilkos méreg) – rendező: Katell Quillévéré

#### Különleges előadások
- Stones In Exile – rendező: Stephen Kijak
- Boxing Gym – rendező: Frederik Wiseman

#### Rövidfilmek
- Cautare – rendező: Ionut Piturescu
- Ett tyst barn – rendező: Jesper Klevenas
- Licht – rendező: Andre Schreuders
- Mary Last Seen – rendező: Sean Durkin
- Petit tailleur – rendező: Louis Garrel
- Shadows of Silence – rendező: Pradeepan Raveendran
- Sikasa – rendező: Hirabajasi Iszamu
- Tre ore – rendező: Annarita Zambrano
- ZedCrew – rendező: Noah Pink

## Díjak

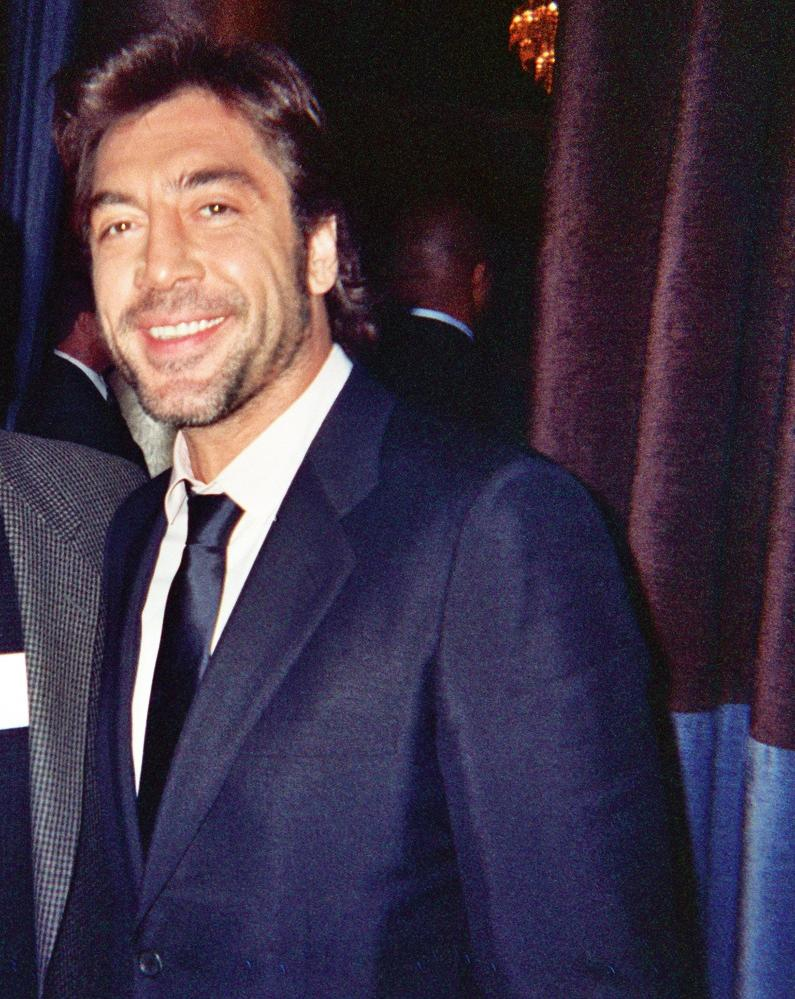
Javier Bardem

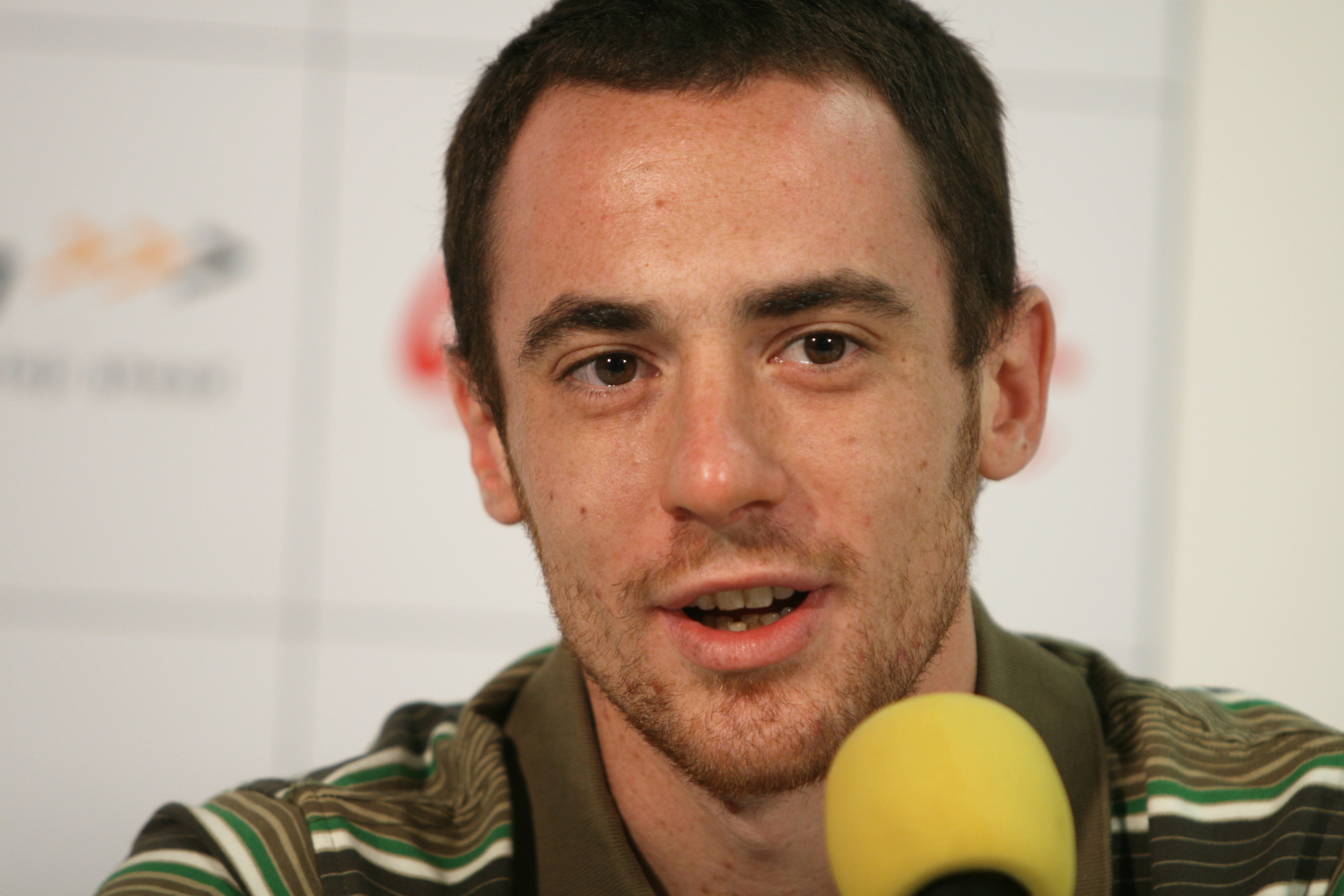
Elio Germano

### Nagyjátékfilmek
- Arany Pálma: Loong Boonmee Raleuk Chaat (Boonmee bácsi, aki képes visszaemlékezni korábbi életeire)[4] – rendező: Apichatpong Weerasethakul
- Nagydíj: Des hommes et des dieux (Emberek és istenek) – rendező: Xavier Beauvois
- A zsűri díja: Un homme qui crie (Egy néma kiáltás) – rendező: Mahamat-Saleh Haroun
- Legjobb rendezés díja: Tournée (Turné) – rendező: Mathieu Amalric
- Legjobb női alakítás díja: Juliette Binoche – Copie conforme (Hiteles másolat)
- Legjobb férfi alakítás díja:
  - Javier Bardem – Biutiful (Biutiful)
  - Elio Germano – La nostra vita (Életünk)
- Legjobb forgatókönyv díja: Poetry[2] (Poézis – Mégis szép az élet) – rendező: I Cshangdong (Lee Chang-dong)

### Un Certain Regard
- Un Certain Regard díj: Hahaha – rendező: Hong Szangszu (Hong Sang-soo)
- Un Certain Regard zsűri díja: Octubre – rendező: Daniel Vega és Diego Vega
- Un Certain Regard legjobb női alakítás díja: Victoria Raposo, Eva Bianco és Adela Sanchez – Los labios

### Rövidfilmek
- Arany Pálma (rövidfilm): Chienne d'histoire – rendező: Serge Avédikian
- A zsűri díja (rövidfilm): Micky Bader – rendező: Frida Kempf

### Cinéfondation
- A Cinéfondation első díja:
  - Taulukauppiaat – rendező: Juho Kuosmanen
- A Cinéfondation második díja:
  - Coucou-les-Nuage – rendező: Vincent Cardona
- A Cinéfondation harmadik díja:
  - Hinkerort Zorasune – rendező: Vatche Boulghourjian
  - Ja već jesamsve ono što želim da iman – rendező: Dane Komljen

### Arany Kamera
- Arany Kamera: Año bisiesto[9] – rendező: Michael Rowe

### Egyéb díjak
- FIPRESCI-díj:
  - Tournée (Turné) – rendező: Mathieu Amalric
  - Pál Adrienn[10] – rendező: Kocsis Ágnes
  - Todos vós sodes capitáns[9] – rendező: Oliver Laxe
- Technikai nagydíj: Leslie Shatz hangmérnök – Biutiful (Biutiful)
- Ökumenikus zsűri díja: Des hommes et des dieux (Emberek és istenek) – rendező: Xavier Beauvois
- Ökumenikus zsűri külön dicsérete:
  - Another Year (Még egy év) – rendező: Mike Leigh
  - Poetry[2] (Poézis – Mégis szép az élet) – rendező: I Cshangdong (Lee Chang-dong)
- Ifjúság díja: Copie conforme (Hiteles másolat) – rendező: Abbas Kiarostami
- François Chalais-díj: Life Above All[10] – rendező: Oliver Schmitz
- Queer Pálma: Kaboom (Nagy badabumm) – rendező: Gregg Araki
- Chopard Trófea: Liya Kebede, Edward Hogg

## Hírességek
Aisvarja Rai, Alain Delon, Benicio del Toro, Carey Mulligan, Cate Blanchett, Charlotte Gainsbourg, Christian Karembeu, Christopher Thompson, Claudia Cardinale, Cuba Gooding Jr., Diane Kruger, Didier Drogba, Doug Liman, Doutzen Kroes, Elio Germano, Elisabeth Banks, Ellen Barkin, Elsa Pataky, Emmanuelle Béart, Eva Herzigová, Eva Longoria, Evangeline Lilly, Frank Langella, Frank Langella, Frédéric Mitterrand, George Lucas, Géraldine Pailhas, Gérard Depardieu, Glenn Close, Gregg Araki, Helen Mirren, Isabelle Huppert, Jamel Debbouze, Javier Bardem, Jean-Claude Van Damme, Juliette Binoche, Kate Beckinsale, Kirsten Dunst, Kristin Scott Thomas, Lambert Wilson, Mads Mikkelsen, Marion Cotillard, Martin Scorsese, Mathieu Amalric, Mathilda May, Max von Sydow, Meg Ryan, Michael Douglas, Michael Lonsdale, Michelle Rodriguez, Michelle Yeoh, Mick Jagger, Milla Jovovich, Naomi Campbell, Naomi Watts, Nathalie Baye, Oliver Stone, Pedro Almodóvar, Rachid Bouchareb, Russell Crowe, Salma Hayek, Sandrine Bonnaire, Scott Grimes, Shia LaBeouf, Toni Marshall, Ursula Andress, Valeria Bruni-Tedeschi, Vincent Cassel, Woody Allen, Yannick Noah